# أركيامفورا لونجيسيرفيا
الأركيامفورا لونجيسيرڤيا (الاسم العلمي: Archaeamphora longicervia) هو نوع منقرض من كاسيات البذور، وهو النوع الوحيد من جنس الأركيامفورا. المواد الأحفورية التي تم تعيينها لهذه الأصنوفة مصدرها هو تكوين ييكسيان في شمال شرق الصين، والذي يعود تاريخه إلى فترة الطباشيري المبكر.
تم وصف هذا النوع في الأصل كنبات إبريقي مع ارتباط وثيق للأعضاء الحاليين لفصيلة السراسينيات، وهذا ما يجعله أقدم نوع معروف من النباتات اللاحمة والسجل الأحفوري الوحيد المعروف لنباتات الإبريق. (مع امكانية استثناء بعض الپالينومورفات للعلاقة القريبة غير المؤكدة للنابنطات). الأركيامفورا هو أيضًا واحدٌ من أقدم ثلاثة أجناس معروفة من كاسيات البذور (النباتات المزهرة)، وقد كتب لي في 2005 أن «وجود كاسيات بذور في الطباشيري المبكر يشير إلى أن كاسيات البذور يجب أن تكون نشأت في وقت قبل ذلك بكثير، ربما تعود إلى 280 مليون سنة مضت كما اقترحت دراسات الساعة الجزيئية».
وقد شكك الكُتاب لاحقًا في هوية الأركيامفورا كنبات إبريقي.

## التأصيل
الاسم أركيامفورا (Archaeamphora) مستمد من الكلمة الإغريقية (αρχαίος) التي تعني «قديم» وكلمة (ἀμφορεύς) التي تعني «إبريق»، أما الاسم النباتي لونجيسيرڤيا (longicervia) فهو مستمد من اللاتينية (longus) وتعني «طويل» و (cervicarius) وتعني «ذو رقبة»، في إشارة إلى ميزة الانقباض في هيكل هذا النوع الذي يشبه الإبريق.

## المواد الأحفورية
كل المواد الأحفورية المعروفة من الأركيامفورا لونجيسيرڤيا يعود أصلها إلى تكوين چيانشانجو في بيپياو في غرب لياونينج بالصين، هذه الطبقات التي تعود لفترة الطباشيري المبكر تُشكل الجزء السفلي من تكوين ييكسيان. والذي تم تأريخه عند 124.6 مليون سنة مضت. حيث تم العثور على تسعة عينات من الأركيامفورا لونجيسيرڤيا بما في ذلك النمط النموذجي CBO0220 والنمط المجاور CBO0754.

## الوصف
كان الأركيامفورا لونجيسيرڤيا نبات عشبي ينمو إلى حوالي 50 مـم (2.0 بوصة) ارتفاعًا، أما الساق فكانت على الأقل 21 مـم (0.83 بوصة) ارتفاعًا و1.2 مـم (0.047 بوصة) عرضًا، وكانت الهياكل الشبيهة بالإبريق زقّية الشكل طولها من 30 إلى 40 مـم (من 1.2 إلى 1.6 بوصة)، وكانت الأباريق الناضجة والأباريق غير المتطورة والأوراق الشبيهة بالفيلوديا مُرَتبة بشكل حلزوني حول الساق. تكونت الأباريق من قاعدة أنبوبية وقسم أوسط متوسع وانقباض حول الفم وغطاء عمودي على شكل ملعقة. وجناح واحد يهبط إلى أسفل الجانب المحوري العُلوي لكل إبريق، وما بين ثلاثة إلى خمسة عروق كبيرة كانت موجودة على الأباريق، بجانب عدد قليل من العروق الوربية وعدد كبير من العروق الصغيرة.
كان هناك هيكلان غير عاديان يشبهان الحقيبة كانا موجودان على كل إبريق، كل واحد كان موجود على كل جانب من الجناح الأوسط، وتم العثور على هياكل مماثلة ولكنها شبه دائرية على حافة الغطاء، هذه الهياكل أظهرت فلورية ذاتية صفراء وبيضاء قوية عندما تعرضت لضوء مرئي ذو طول موجة 500 نانومتر (أزرق وأخضر).
وتم العثور على غدد ضئيلة قُطرها حوالي 4 ميكرومتر على السطح الداخلي للأباريق، وهي مُثبتة بشكل جزئي في الأَتْلام على طول العروق، وهذه أظهرت أيضًا فلورية ذهبية وصفراء قوية جدًا.
كما تم العثور على بذرة واحدة مرتبطة ارتباطًا وثيقًا بالمواد الأحفورية من الأركيامفورا لونجيسيرڤيا ويُفترض أنها تنتمي إلى نفس النوع، وهي مُجنحة وشبكية التشكل، وهي تشبه بذور أصنوفة السراسينيات إلى حد كبير، وهي بذور ذات شكل بيضاوي مغطاة ببثور سوداء وبنية اللون، قياساتها 0.9 عرضًا (0.035 بوصة) و1.25 مـم طولًا (0.049 بوصة).

## التصنيف
خضعت المواد الأحفورية للأركيامفورا لونجيسيرڤيا لتحليل كيميائي من أجل الأولينان، والذي يُعتبر علامة رئيسية تُفرق بين كاسيات البذور وعاريات البذور. وتم الكشف عن الأولينان في هذه العينات وهو ما يشير إلى أنها تنتمي إلى كاسيات البذور.

### تفسير النبات الإبريقي
وفقًا للي (2005)، العديد من السمات المورفولوجية للأركيامفورا لونجيسيرڤيا تشير إلى وجود علاقة وثيقة مع السراسينيات: كل أصنوفة تُظهر جناح أو جناحين إبريقيين، وملامظ ملساء، وأباريق تمتد عموديًا من قمة السويقة القصيرة.

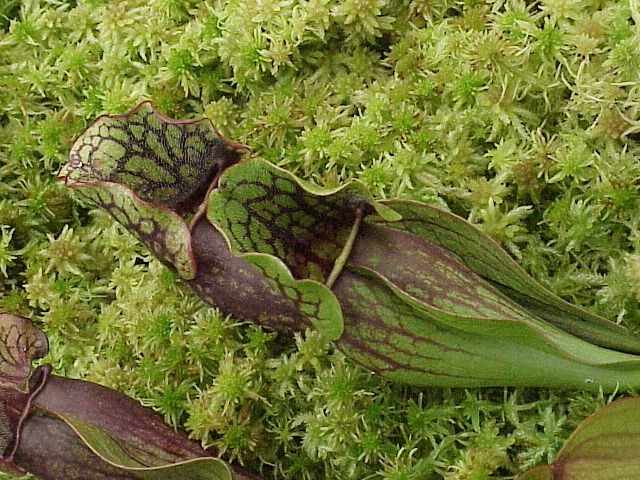
أباريق سراسينية أرجوانية

إقترح لي في 2005 أن تشكيل الأركيامفورا لونجيسيرڤيا كان مماثلًا للسراسينية الأرجوانية الحديثة، وهي تشترك مع هذا النوع في الترتيب الحلزوني لأباريقها والأوراق الأنبوبية الشبيهة بالفيلوديا مع العروق الكبيرة الموازية. كما تُظهر الأركيامفورا لونجيسيرڤيا أيضًا تشابهًا مع أنواع جنس الهيليامفورا في امتلاك أباريق لها عنق طويل وغطاء مستقيم، مع ملاحظة خاصة هي التماثل في الهياكل شبه الدائرية السميكة على غطاء الأركيامفورا لونجيسيرڤيا والإفراز الرحيقي «فقاعة» الموجود على أباريق الجزء العلوي الخلفي للهيليامفورا إكساپينديكيولاتا.
وقد أشار إلى لي اكتشاف نوع آخر من «نباتات الإبريق» في نفس التكوين، هذا التنوع يختلف عن نوع مادة نوع الأركيامفورا لونجيسيرڤيا في وجود أباريق تفتقر إلى الانقباضات أمام الفم، بدلًا من ذلك كان يحدث توسع تدريجي من السويقة إلى داخل شكل أجوف يشبه البوق، وهو يقترح أن هذا «لابد أنه نوع مختلف» عن الأركيامفورا لونجيسيرڤيا، كما تم الإبلاغ أيضًا عن عن شكل وسيط ذو رقبة أكثر اتساعًا، مما يشير إلى أن هذه النباتات كانت مجموعة متنوعة بالفعل في الطباشيري المبكر.

### الفهم الحالي
في 2010 ذكر كلٌ من هيومانوڤا وكڤاسك أن تفسير النبات الإبريقي أركيامفورا هو «إشكالية وأن الحفريات في حاجة إلى مراجعة».
وفي كتابهما (السراسينيات في أمريكا الجنوبية) الذي صدر في 2011، لخص ماكفيرسون وآخرون التفكير الحالي بالنسبة للأركيامفورا على النحو التالي:
«يظهر شك حقيقي يقلل من احتمالية أن الأركيامفورا لونجيسيرڤيا ينتمي إلى سلالة السراسينيات، أو أنه كان حتى نبات إبريقي على الإطلاق. [...] على الرغم من أن الأركيامفورا قد يكون ممثل جيد عن النباتات المزهرة المبكرة على الأرض. [...] من المُستبعد تمامًا أنه يُمثل سلف السراسينيات لأنه قديم جدًا على أن يكون جزءًا من»مجموعة التاج «للخلنجيات التي تنتمي إليها السراسينيات. [...] تناقض آخر هو أنه باستثناء الأركيامفورا، لا يوجد دليل آخر يشير إلى أن السراسينيات تطورت خارج العالم الجديد، الذي هو موطن كل أعضاء الفصيلة الحاليين.»
وفي 2015 أضاف وونج وآخرون وجهة نظر جديدة على النحو التالي:
«إتش. كيو. لي وصف الأركيامفورا لونجيسيرڤيا باعتباره عشبي، نبات إبريقي يشبه السراسينيات من منتصف الطباشيري المبكر تكوين ييكسيان مقاطعة لياونينج، شمال شرق الصين. هنا، إعادة التحقيق في عينات الأركيامفورا لونجيسيرڤيا من تكوين ييكسيان يوفر رؤية جديدة في هويتها ومورفولوجيا النباتات الإبريقية المزعومة من قِبل لي نحن نبرهن على أن تلك الأباريق المفترضة من الأركيامفورا هي عفصات أحدثتها الحشرات على الأوراق والتي تتكون من ثلاثة مكونات: (1) غرفة يرقات أعمق، (2) منطقة وسيطة من النسيج الغذائي؛ (3) جدار خارجي من النسيج السكلرنشيمي. الأركيامفورا ليست لاحمة، هي كاسيات بذور شبيهة بالسراسينيات، ولكنها تمثل الأوراق ذات العفص الحشري الخاصة بعاريات البذور لياونينجوكلادس بوي (Liaoningocladus boii) التي تم الإعلان عنها سابقًا جي. صن وآخرون من تكوين ييكسيان.»

## الموطن
يُعتقد أن المنطقة التي كان يقطنها الأركيامفورا لونجيسيرڤيا قد شهدت تقلبات مناخية كبيرة خلال الطباشيري المتأخر، تتراوح بين الحالة القاحلة وشبه القاحلة وحالات أكثر رُطبًا. وكانت الركيزة في المنطقة تتكون في معظمها من رواسب بحيرية وصخور بركانية.

## وصلات خارجية
- الأركيامفورا التي تعود للطباشيري المبكر ليست كاسيات بذور لاحمة (بالإنجليزية)